# Палаццо деи-Камерленги
Палаццо деи-Камерленги (итал. Palazzo dei Camerlenghi) — дворец в Венеции на Гранд-канале в районе Сан-Поло. Располагается рядом с мостом Риальто.

## История
Дворец построен в эпоху Возрождения в 1488 году. В 1525—1528 годах было расширено по проекту Гульельмо деи Гриджи по прозванию «Бергамаско», вдохновленного творчеством Мауро Кодуччи и Пьетро Ломбардо. По распоряжению дожа Андреа Гритти дворец служил резиденцией городских чиновников, в том числе финансовых магистратов, включая казначеев (итал. camerlеnghi), откуда и получил своё название, консоли деи мерканти и супраконсоли деи мерканти (уполномоченных по торговле и их старшин). Учитывая важную функцию здания, первый этаж отвели под тюрьму для неплатежеспособных должников и других лиц, виновных в незначительных правонарушениях (Fondamenta de la presón).
После падения в 1797 году Венецианской республики дворец использовался другими ведомствами, в частности апелляционным судом. В наше время здание является помещением для финансовых магистратов и регионального отделения Счётной палаты.

## Архитектура
Первый проект здания по-видимому принадлежал архитектору Скарпаньино (Антонио дель Аббонди) из истрийского камня. Трёхэтажное палаццо имеет пятиугольную планировку, которая повторяет береговую линию Гранд-канала. Здание имеет высокие арочные окна, разделённые пилястрами украшенно орнаментальными фризами. Когда-то здесь были полихромные мраморные и порфировые плиты, ныне утраченные. Медальон на фасаде имел живописное изображение льва Святого Марка.
По венецианской традиции магистраты, покидая свой пост, оставляли в здании картину на религиозный и добродетельный сюжет, а также свой портрет. Поэтому в Палаццо деи Камерленги разместились многие произведения искусства. Они были украдены во время французской оккупации; некоторые в конце концов вернулись в Венецию, в основном в Галерею Венецианской Академии.